# 陳次武 (大木匠師)
陳次武（1938年—），生於日治時期昭和十三年，為陳應彬的曾孫、陳己同之子，為彬派一系的大木匠師。
陳次武最著名的作品，是從家父手上繼續承攬的三峽長福巖、長福巖鐘鼓樓出自其手，之後再承接艋舺龍山寺文昌殿重修工程，後續還有石牌慈惠堂、新莊保元宮、中和樂天宮及芝山岩惠濟宮等。